# Washington Abdala
Manuel Juan Washington Abdala Remerciari (Montevideo, 8 de septiembre de 1959) es un abogado, político, profesor, escritor, diplomático y periodista uruguayo perteneciente al Partido Colorado. 

## Formación
Graduado como abogado y Doctor en Diplomacia en la Universidad de la República. En la misma es docente de Ciencia Política. Asimismo cuenta con un Postgrado en Marketing de la Universidad Católica del Uruguay. Realizó en Harvard Law School una investigación sobre Empresas de Economía Mixta bajo los auspicios de la Comisión Fullbright. También, sobre similar temática realizó cursos y seminarios en la American University de Washington.

## Trayectoria
En materia periodística, trabajó en el semanario Correo de los Viernes y en los diarios La Mañana y El Día. Fue consultor de Aladi sobre Joint-Ventures y del Programa de las Naciones Unidas sobre Disfunciones del Sector Público. Integra diversos centros de investigación donde actúa en calidad de asesor.
En publicaciones nacionales y extranjeras editó ensayos sobre "El Poder" e "Ideología y Sociedad". Tiene trabajos académicos en revistas nacionales de Ciencia Política, de Derecho y Administración, y en revistas extranjeras sobre Economía. En 1992 escribió Crónicas del Batllismo Histórico.
En septiembre de 1993, en calidad de coautor escribió un Manual de Ciencia Política editado por la Fundación de Cultura Universitaria. Publicó el libro Corrupción en Uruguay, una serie de entrevistas y trabajos que procuraron ubicar el tema en 1993. En 1996 publicó Mecanismos de combate a la corrupción.
En octubre de 1996 coordinó la obra de varios autores llamado Combatiendo la nueva delincuencia. Respuestas a la corrupción.
En 2003 publicó Hablemos claro. Ese mismo año participó de una mesa de diálogo para identificar acuerdos y disensos entre los delegados de todos los partidos políticos con representación parlamentaria y organizaciones de la sociedad civil que dio lugar al trabajo "Mecanismos de control de las políticas sociales: Acuerdos y disensos entre los partidos políticos y las organizaciones de la sociedad civil".
Hasta septiembre de 2015 se desempeñó como panelista en el programa vespertino Esta boca es mía.
En 2013 publicó El botox que el alma pronuncia.
A principios de 2014 volvió a la actividad política para apoyar al precandidato José Amorin Batlle y presentó su nueva lista 123456 Pasión Batllista, que lo lleva como candidato a Convencional del Partido Colorado.[cita requerida]
En 2018 presentó en Teledoce, el programa Ángeles y demonios, donde se analizan los crímenes más recientes de Uruguay y se entrevistan a investigadores, policías, jueces, fiscales, testigos y víctimas o sus familiares.

### Ámbito político
Inició su actuación política en el movimiento juvenil opositor al gobierno de facto que gobernó Uruguay entre 1973 y 1985. En las elecciones de 1984, fue elegido edil por Montevideo para el período 1985-1990. Entre el 13 de agosto de 1990 y el 18 de junio de 1991 tuvo a su cargo la subdirección de la Oficina de Planeamiento y Presupuesto. Posteriormente, fue designado Director de la Corporación Nacional para el Desarrollo.
En 1994 fue elegido Representante Nacional por Montevideo en la lista del Foro Batllista. Desde entonces desarrolló una labor parlamentaria ininterrumpida. Tuvo una actitud de fuerte defensa de la gestión de Julio María Sanguinetti. En 1997 presidió la Cámara de Representantes.
En las elecciones internas el partido de 1999, apoyó al precandidato del sector Luis Hierro López y, si bien resultó derrotado por Jorge Batlle, Abdala obtuvo una excelente votación que le valió encabezar la lista a diputados para las elecciones nacionales de octubre de ese año. Así, fue reelecto para el período 2000-2005.
En la campaña de cara a  las elecciones nacionales de 2004, militó con la consigna "Soldado del Foro Batllista". Resultó elegido como único Representante del sector por Montevideo para el período 2005-2010.
Desde 2005, su nombre sonaba como posible precandidato presidencial para las elecciones internas del Partido Colorado. En el mes de julio de 2008, ante la proclamación como precandidato presidencial de Luis Hierro López, se separó del Foro Batllista para emprender su propio camino.
El 7 de agosto de 2008 lanzó su nuevo sector dentro del partido, "Podemos Más", aunque no se postuló como candidato presidencial en las elecciones internas del 28 de junio de 2009.
Concluida la campaña por las elecciones internas de junio de 2009, Abdala declaró su intención de retirarse de la política. En abril de 2013, se integra a la candidatura de José Amorín Batlle de Propuesta Batllista.